# Wanted on Voyage
Wanted on Voyage é o primeiro álbum de estúdio de cantor e compositor britânico George Ezra. Foi lançado em 30 de junho de 2014. Foi lançado nos Estados Unidos em 27 de janeiro de 2015. Foi produzido por Cam Blackwood no Voltaire Road Studios, Clapham, Londres e mixado por Cenzo Townsend no Decoy Studios, Suffolk. O álbum inclui os singles "Did You Hear the Rain?", "Budapeste", "Cassy O'", "Blame It on Me", "Listen to the Man" e "Barcelona". O álbum foi inspirado por uma viagem que Ezra fez em toda a Europa em Maio e Junho de 2013.
O álbum recebeu críticas positivas dos críticos de música. Ele estreou em 3º lugar no UK Albums Chart, antes de subir para 1º em outubro de 2014 quatro meses após seu lançamento. Ele passou um total de quatro semanas no primeiro lugar e foi o terceiro álbum mais vendido de 2014 no Reino Unido.

## Contexto
Ezra começou fazendo o upload de vídeos para o YouTube de si mesmo cantando canções próprias, antes de chamar a atenção da Columbia Records em 2012, quando tinha 18 anos. Ele então assinou um contrato com a gravadora e lançou seu primeiro single "Did You Hear the Rain?" em novembro de 2013. O single de Ezra foi inspirado por uma viagem feita por ele pela Europa em meados de 2013. Ele disse para a American Songwriter, "Para o meu single e álbum, eu fiz uma viagem de trem pela Europa durante um mês. Eu só estava anotando tudo o que eu estava vendo e todas as pessoas que eu estava conhecendo. Quando cheguei em casa, tirei as palavras que eu tinha escrito e fiz canções delas. Eu tenho alguns amigos que dizem, 'eu vou sentar e escrever 3 músicas hoje', e então eles se sentam e escrevem 3 músicas. Eu não posso fazer isso. Eu não posso simplesmente escrever uma canção. Eu precisava fazer essa viagem e isso ajudou muito." Wanted on Voyage foi gravado entre o início de novembro de 2013 e meados de Janeiro de 2014, produzido por Cam Blackwood no Voltaire Road Studios em Clapham, no sul de Londres.

## Faixas
Todas as músicas produzidas por Cam Blackwood; produção adicional em "Rival Spectacular", de Joel Pott.
| N.º            | Título                   | Duração |  |
| 1.             | "Blame It on Me"         | 3:15    |  |
| 2.             | "Budapest"               | 3:20    |  |
| 3.             | "Cassy O'"               | 3:04    |  |
| 4.             | "Barcelona"              | 3:08    |  |
| 5.             | "Listen to the Man"      | 3:03    |  |
| 6.             | "Leaving It Up to You"   | 3:36    |  |
| 7.             | "Did You Hear the Rain?" | 4:20    |  |
| 8.             | "Drawing Board"          | 3:46    |  |
| 9.             | "Stand by Your Gun"      | 3:04    |  |
| 10.            | "Breakaway"              | 4:44    |  |
| 11.            | "Over the Creek"         | 3:56    |  |
| 12.            | "Spectacular Rival"      | 4:14    |  |
| Duração total: | Duração total:           | 43:30   |  |

| Deluxe edition |                          |         |  |
| N.º            | Título                   | Duração |  |
| 13.            | "Song 6"                 | 4:16    |  |
| 14.            | "It's Just My Skin"      | 4:04    |  |
| 15.            | "Da Vinci Riot Police"   | 3:42    |  |
| 16.            | "Blind Man in Amsterdam" | 1:47    |  |
| Duração total: | Duração total:           | 57:19   |  |

## Desempenho nas paradas musicais

### Posições
| Paradas (2014–15)                     | Melhor posição |
| ------------------------------------- | -------------- |
| Austrália (ARIA)                      | 4              |
| Áustria (Ö3 Austria Top 40)           | 9              |
| Bélgica (Ultratop Flandres)           | 13             |
| Bélgica (Ultratop Valônia)            | 30             |
| Canadá (Billboard)                    | 19             |
| Dinamarca (Hitlisten)                 | 19             |
| Países Baixos (Dutch Charts)          | 9              |
| França (SNEP)                         | 6              |
| Alemanha (Offizielle Deutsche Charts) | 8              |
| Irlanda (IRMA)                        | 5              |
| Itália (FIMI)                         | 12             |
| Nova Zelândia (RMNZ)                  | 4              |
| Escócia (Official Scottish Albums)    | 1              |
| South African Albums (RISA)           | 10             |
| Suécia (Sverigetopplistan)            | 39             |
| Suíça (Schweizer Hitparade)           | 6              |
| Reino Unido (Official Albums Chart)   | 1              |
| Estados Unidos (Billboard 200)        | 19             |
| Estados Unidos (Top Folk Albums)      | 1              |
| Estados Unidos (Top Rock Albums)      | 6              |

 
|